# چارلز کنت (هنرپیشه)
چارلز کنت (انگلیسی: Charles Kent؛ ۱۸ ژوئن ۱۸۵۲ – ۲۱ مهٔ ۱۹۲۳) یک هنرپیشه، و کارگردان اهل بریتانیا بود.